# Tsavorite

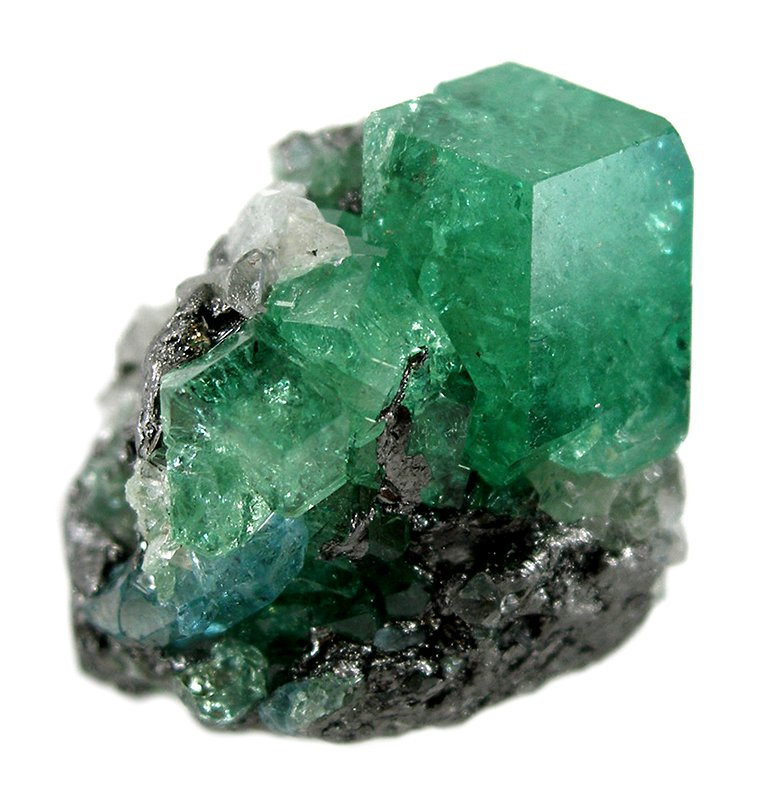
Tsavorite associata a grafite e fluorstrophite

Con il termine tsavorite o tzavorite, dal nome del parco al confine tra Kenya e Tanzania in cui venne scoperta per la prima volta e dove si trovano le sole miniere conosciute, è una varietà di granato di colore verde, di scoperta relativamente recente, utilizzata in gioielleria e considerata assai rara.

## Storia

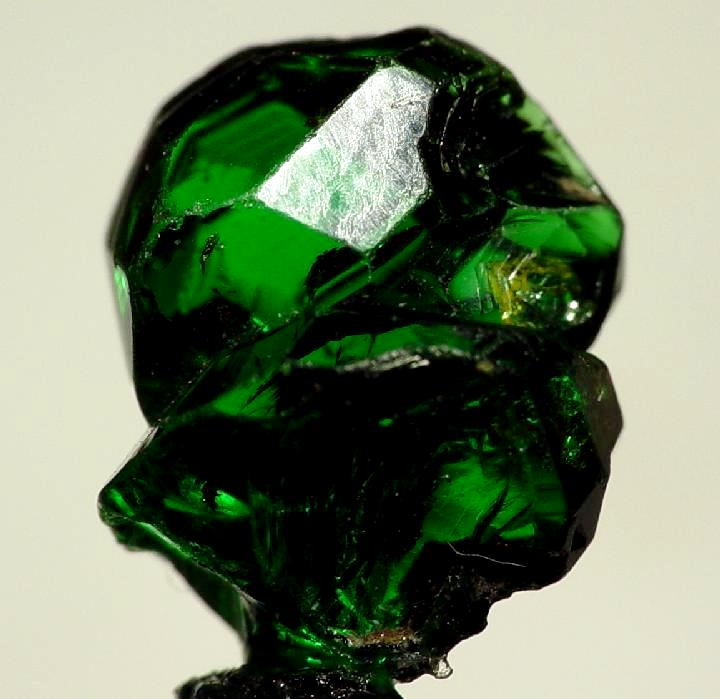
Tsavorite

La tsavorite venne scoperta per la prima volta nel 1967 dal geologo britannico Campbell R. Bridges nella zona nord-orientale della Tanzania, durante un'esplorazione da lui dedicata alla ricerca di gemme. Successivi esami gemmologici indicarono trattarsi appunto di una grossularia verde, ma la sua diffusione commerciale, nonostante anche la famosa gioielleria Tiffany & Co. se ne fosse immediatamente interessata, venne limitata dall'impossibilità da parte di Campbell di ottenere la concessione per lo sfruttamento dei giacimenti tanzaniani e per l'esportazione delle pietre.
Gli studi di Campbell lo avevano però portato ad ipotizzare che il filone si estendesse anche sul territorio del Kenya, paese nel quale continuò quindi le ricerche, giungendo ad identificare la vena produttiva nel 1971. Questa volta il geologo riuscì ad ottenere l'autorizzazione per lo sfruttamento, ma l'attenzione per la pietra si era nel frattempo rallentata e soltanto nel 1974, quando nuovamente Tiffany iniziò a farla conoscere, la stessa conobbe il definitivo riconoscimento commerciale.

## Caratteristiche e uso in gioielleria

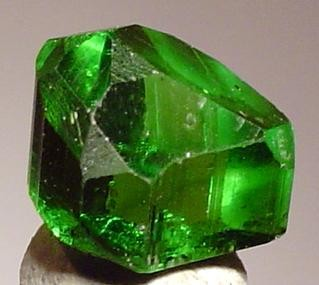
Cristallo di tsavorite

La tsavorite è una pietra di colore che va dal verde pallido ad un verde molto intenso, assai brillante in tutte le tonalità. La sua durezza è paragonabile a quella dello smeraldo, ma presenta caratteristiche di maggiore resistenza agli urti, caratteristica che la rende più facilmente tagliabile e meno soggetta ai danneggiamenti accidentali derivanti dall'uso dei gioielli in cui è inserita. Le sue caratteristiche fisiche la rendono inoltre particolarmente utilizzabile per l'incastonatura cosiddetta "invisibile".
Raro è il ritrovamento di pietre grezze di dimensioni superiori ai 5 carati.